# キヨショー
『キヨショー』は、有限会社カーニバルのドラマCDレーベル・RIOより発売されているドラマCD作品。『キヨショーサテライト』として続編も発売されている。キャラクターデザインはねぎしきょうこと真崎はるか。

## 概要
清水商事SBC事業部の社員たちが繰り広げるリーマンコメディードラマCD。キャラクターデザインがねぎしきょうこと真崎はるかと共通していることもあり、『アニメ店長』や『アニメ店長B'店長候補生』と世界観を共有している。

### キヨショー
突如社長から「一年間でBLCDを作れ！」という命令が下される。未知との遭遇を余儀なくされて戸惑うメンバーだった。

### キヨショーサテライト
SBC事業部解散を申し渡されたメンバーだったが、千野の働きかけにより、左遷先の業績をあげることで再結成ができることとなった。

#### プラチナ
千野・周吾・手島の3人は、男性向け美少女作品を作る「ボーイズメディア事業部」で一癖も二癖もあるメンバーと共に、働くこととなった。

#### ゴールド
清水グループが経営するデパートに飛ばされた御厨と宮原。異動先は「屋上再生プロジェクトチーム」で、その部署は、全く畑違いの部署から集められたメンバーばかりだった。

## 登場人物

### キヨショー
千野嘉之（ちの よしゆき）
声：堀内賢雄
主人公。クールで真面目な清水商事の社員。まわりからは頼りにされている。
実はBL好きの腐男子で妄想癖があり、アニメイト冬のAV祭の交換CD「BL関ヶ原の戦い!」においては、アニメ店長側のキャラである星井ラミカと激論を交わすほどである。『滅殺恋物語』（通称：めっこい）がお気に入り。当初はボーイズメディア事業部をBLを取り扱う部署と勘違いしていた。
手島真光（てしま まさみつ）
声：うえだゆうじ
清水商事の社員。社内のムードメーカーであるが、時にトラブルの種となる。
御厨 俊（みくりや しゅん）
声：福山潤
清水商事の社員。かわいらしい外見をしており、通称はミク。千野の正体に気付いた後は、彼のBL好きを軽蔑するも仕事では尊敬できるため葛藤している。
筋肉フェチであり、望月と友人でいるのは彼の体が好きだからという理由である。格闘技好き。
宮原久晃（みやはら ひさあき）
声：吉野裕行
清水商事の社員。うっとうしい性格をしており、よく御厨にいびられる。
西河周吾（にしかわ しゅうご）
声：山本泰輔
清水商事の社員。メンバーの中では一番社会に迎合できている新人。よく千野の妄想の標的になっている。
望月 巌（もちづき いわお）
声：寺島拓篤
声優。清水商事製作のBLCDに登場することになった。御厨は唯一の友人。いつも彼に虐げられているが、気が弱く何もいえない。ひきこもり気味。カヲリにしか心を開かない。
清水袈裟次郎（しみず けさじろう）
声：小杉十郎太
清水商事の社長。メンバーに無茶振りを繰り返すことが多い。かなりの親バカであり、娘の気を引くため、社員にBLCD制作を命じた。
アニメ店長の社長、高橋豊とは学生時代からの知り合いで、ひどい目に合されたことがある。
柴小屋倫（しばこや りん）
声：長沢美樹
清水商事の社員で部長。部下は馬鹿で自分の犬だと思っているが、外面はよくその怖さを知るのは千野だけ。
きよっぽー／カヲリ
声：石田彰
清水商事のマスコットロボット。袈裟次郎が昔飼っていたにわとりがモデル。
清水ななみ（しみず ななみ）
声：こやまきみこ
袈裟次郎の愛娘。千野同様BL好きで「滅殺恋物語」の人気声優望月を応援している。やたらかまいたがる袈裟次郎を鬱陶しく感じ、邪険にしている。

### キヨショーサテライト プラチナ
李澤啓一郎（すももさわ けいいちろう）
声：小野大輔
ボーイズメディア事業部所属。唯一の美少女ゲームオタクで、メイドに萌えている。二次元の知識がない千野を馬鹿にしている。
原三紀彦（はら みきひこ）
声：神谷浩史
ボーイズメディア事業部所属。真面目で融通が利かないので、苦労を背負い込み損をしている。正義感が強すぎるあまり世の中の不正が許せず、「いっそ世界が滅びればいい」と思っている絶望型の人間。
永嶺誠（ながみね まこと）
声：千葉進歩
ボーイズメディア事業部所属。元気なトラブルメーカー。彼女が腐女子で、千野の言っていることを唯一理解できる。

### キヨショーサテライト ゴールド
手島 朋尚 (てしま ともなお)
声：遊佐浩二
屋上開発チームリーダーで、手島真光のいとこ。人間好きで周りの人の動向を探る癖がある。競輪狂。
水野 悦司 (みずの えつし)
声：寺島拓篤
屋上開発チーム所属。前職をリストラされた中途採用。
金沢 佳純 (かなざわ よしずみ)
声：下野紘
屋上開発チーム所属。元気が取柄の新入社員。学生気分の抜けない我侭な気分屋。
安永 総次郎 (やすなが そうじろう)
声：越田直樹
屋上開発チーム所属。金沢の幼馴染でフォロー役。かわいいものや小さいものが大好き。

## 用語
滅殺恋物語（めっさつこいものがたり）
千野とななみがお気に入りのBL作品。ファンタジーBLの王道ストーリー。略して「めっこい」と呼ばれる。

## ドラマCD

### キヨショー
- 1巻　2006年4月28日
- 2巻　2006年6月30日
- 3巻　2006年9月29日
- 4巻　2006年11月24日
- 5巻　2007年2月23日

### キヨショーサテライト
- プラチナ第1巻　2007年6月29日
- プラチナ第2巻　2007年12月21日
- ゴールド第1巻　2007年9月28日

### AVまつり配布CD
キヨショーVS店長候補生 BL関ヶ原の戦い!
2007年 冬のAVまつりで配布された。
作成したBLCDのイベントを行うこととなったが、イベント会場で何者かの妨害にあってしまう。